# Bengt Kyhlberg
Bengt Gustav Ola Kyhlberg, född 24 oktober 1915 i Uppsala, död 15 juli 1982 i Stockholm, var en svensk musikhistoriker och -bibliotekarie.
Kyhlberg, som var son till komminister Gustav Kyhlberg och Sigrid Karell, avlade studentexamen i Stockholm 1934, blev filosofie kandidat vid Uppsala universitet 1945 och filosofie licentiat där 1954. Han blev musiktekniker vid Radiotjänst 1942, föreståndare för grammofon- och inspelningsarkiven på Sveriges Radio 1945 och var musikbibliotekarie från 1961. Han disputerade 1982 för filosofie doktorsexamen på avhandlingen Musiken i Uppsala under stormaktstiden : bidrag till dess historia grundade på en arkivinventering, del 1.
Kyhlberg studerade främst det svenska musiklivet på 1600-talet, särskilt orgelbyggeriet. Han efterlämnade en stor samling välordnade excerpter ur dåtida arkivmaterial, vilka senare kom att tillhöra Musik- och teaterbiblioteket i Stockholm.
Bengt Kyhlberg är begravd på Norra begravningsplatsen utanför Stockholm.